# راتیبور (ناحیه وستین)
راتیبور (به چکی: Ratiboř) یک منطقهٔ مسکونی در جمهوری چک است که در ناحیه وستین واقع شده‌است. راتیبور ۱۸٫۷۵ کیلومتر مربع مساحت و ۱٬۷۳۹ نفر جمعیت دارد و ۳۴۳ متر بالاتر از سطح دریا واقع شده‌است.